# Chez le photographe (film, 1907)
Pour plus de détails, voir Fiche technique et Distribution.
Chez le photographe (Beim Fotografen) est un court métrage érotique autrichien réalisé par Johann Schwarzer, sorti en 1907.

## Fiche technique
- Titre français : Chez le photographe
- Titre original : Beim Fotografen
- Réalisation : Johann Schwarzer
- Production : Saturn-Film (de)
- Format : Noir et blanc - Muet
- Genre: Film érotique
- Durée : 7 minutes
- Année : 1907